# Titularbistum Thunudruma
Thunudruma (ital.: Tunudruma) ist ein Titularbistum der römisch-katholischen Kirche.
Es geht zurück auf einen untergegangenen Bischofssitz in der gleichnamigen antiken Stadt, die in der römischen Provinz Africa proconsularis (heute nördliches Tunesien) lag. Der Bischofssitz war der Kirchenprovinz Karthago zugeordnet.
| Titularbischöfe von Thunudruma |                                |                                        |                   |             |
| Nr.                            | Name                           | Amt                                    | von               | bis         |
| 1                              | Jérôme-Théodore Lingenheim SMA | emeritierter Bischof von Sokodé (Togo) | 18. November 1964 | 3. Mai 1985 |
| 2                              | Josef Hrdlička                 | Weihbischof in Olmütz (Tschechien)     | 17. März 1990     |             |